# 費雅
費雅，CPM[?]（1925年9月8日—2002年1月18日），又譯貝亞，是來自英國的香港警隊外籍警官，1973年至1980年任職兇殺案調查總督察，被稱為「光頭神探」。
費雅任內屢破奇案，最為人熟悉的案件包括偵破在1974年12月發生的跑馬地紙盒藏屍案，是香港歷史上首宗單靠環境證供和科學鑑證而成功定罪的謀殺案。原本被判死刑、但後來獲改判終身監禁的案中被告歐陽炳強曾多次表示自己冤枉，令外界有聲音質疑該案單靠環境證供和科學鑑證定罪的可靠度。
由於時常在傳媒面前交代案情，加上其禿頭的外貌和魁梧的身形，因此費雅的「光頭神探」形象深入民心，正好適逢當時的美國電視劇《高傑探案》（Kojak）也在香港播映，而劇中主角高傑探長也是以「光頭」作為招牌形象，「高傑」遂成為他的另一個綽號。
費雅曾參與第二次世界大戰和韓戰，退伍後在1952年加入香港警隊成為警務督察，1967年和1971年先後升任高級督察和總督察，其間屢獲上級嘉獎。他在1980年退休後與妻子定居西班牙，直到去世。

## 生平

### 早年生涯
費雅是威爾斯人，1925年9月8日生於英國威爾斯紐波特，出生時的英文本名為，到後來才改成。他的父母分別名威廉·貝爾（William Bere；1881年—1952年）和露芙·瑪貝爾·唐納姆（Ruth Mabel Downham；1884年—1965年）。
第二次世界大戰在1939年爆發後，費雅於1943年加入英國陸軍，最初服役於皇家威爾斯火槍團，並在1944年參與諾曼第登陸戰期間受傷。傷癒後，他調往格拉斯哥高地步兵團第二營，其後再轉任西福士斯高地步兵團。費雅後來自薦調往情報兵團，專責審問戰俘。二戰結束後，他留在軍隊工作，並參與隨後爆發的韓戰，一直到1952年1月才正式從軍中退伍。戰時經歷為他換來一面1939年至1945年大戰獎章、一面國防獎章、一面法國及德國星章和一面1939年至1945年星章。

### 警務生涯
費雅離開軍隊後返回英國，原本計劃投考倫敦大都會警務處，但在等候通知期間從收音機和報章留意到香港警務處的招募廣告，於是決定投考，並在一星期內獲得接見和安排體格檢查。不出10天，費雅便獲得聘用和啟程前往香港。他在出發前兩天才收到倫敦警務處的回信，不過這時他已決定加入香港警隊。

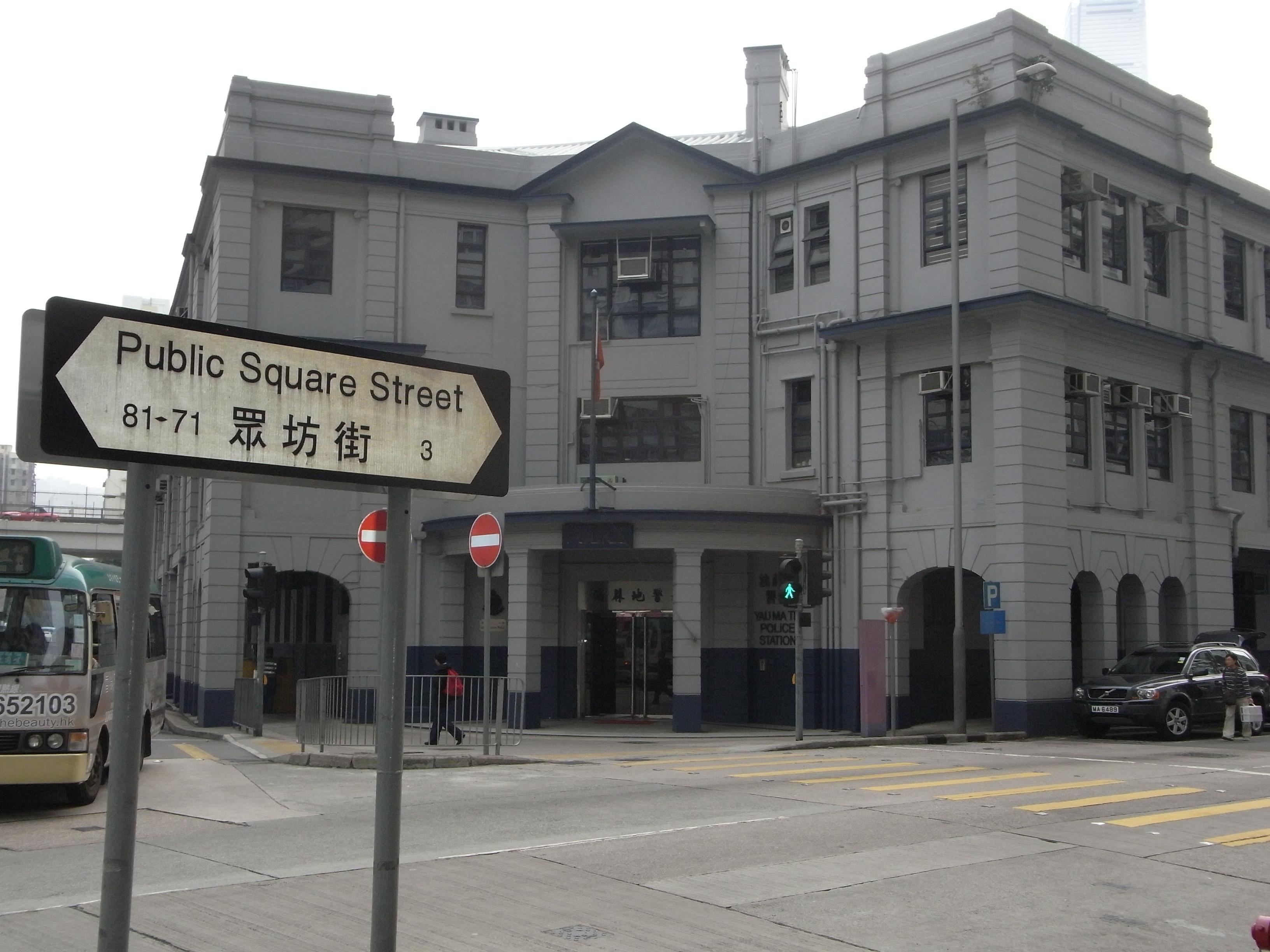
費雅在警隊曾任職不同崗位，包括油麻地警署（圖）署長（簡稱SDI）

費雅在1952年6月正式加入香港警隊成為警務督察，在警察訓練學校完成受訓後，他先後短暫派駐新界和移民部，其後在中區分局駐守三年。接著，他先後派駐灣仔警署、西區警署、九龍刑事偵緝處總部和深水埗警署。除了在九龍刑偵處總部任職的數月以外，他在各警署任職的時間均達三年或以上，主要負責的工作包括驅逐無牌小販、掃蕩地下色情和賭博場所，以及打擊毒品交易等，任內屢獲上級嘉獎。派駐深水埗期間，他還負責偵緝工作，並首次參與調查謀殺案件。
1965年，費雅離港休假，返港後出任觀塘警署偵緝組主管，同年調任油麻地警署偵緝組主管。翌年4月，香港爆發九龍騷動，他以署任高級督察身份出任油麻地警署署長，並於1967年4月正式晉升為高級督察。他在九龍騷動和翌年的六七暴動期間都任職油麻地警署署長。直到1971年為止，除了有四個月在警察機動部隊任職，他先後擔任的職務為油麻地警署署長和高級參事督察。

### 兇殺案調查總督察
費雅在1971年4月晉升為總督察後，先後出任旺角警署署長和偵緝主任。翌年，警隊對旺角警署的人事作大規模調動和重整，費雅被調離旺角警署。同年5月，警方在刑事偵緝處（CID）增設刑事情報課（Criminal Intelligence Unit），下設兇殺案組（Homicide Squad），專責偵辦案情複雜和需時調查的案件，費雅遂加入成為兇殺案組總督察。翌年刑事情報課分拆成刑事情報組、兇殺案組和特種罪案調查組（Special Crimes Squad），到1974年兇殺案組再度改組成為兇殺調查課（Homicide Bureau，中文名稱後來再改為兇殺調查科），其間費雅一直出任兇殺案調查總督察。
在兇殺案組以至後來的兇殺調查課和兇殺調查科，費雅專責調查不同類別的謀殺案和其他例如涉及數十枚手榴彈失竊等重大刑事案件，由他偵破的多宗案件包括1977年12月在旺角通菜街發生的一宗梯間劫殺案，費雅憑鞋印拘捕兇徒歸案；另有1978年2月時任英皇御准香港賽馬會賽事行政主任鮑愛克（Michael Boycott）的妻子鮑愛克夫人（Margaret Boycott）在深水灣道寓所被兩名入屋行劫匪徒謀殺一案；以及1978年7月發生的油麻地文昌樓碎屍案等。
在眾多謀殺案當中，以1974年12月發生的跑馬地紙盒藏屍案最為轟動。案中疑兇歐陽炳強被控謀殺女子卞玉瑛，雖然沒有明確的犯案動機、沒有目擊證人和沒有認罪口供，但費雅單靠環境證供和科學鑑證，成功在高等法院把歐陽炳強定罪，判處死刑，使該案成為香港歷史上首宗以這種方法定罪的案件。歐陽炳強後來曾經就定罪上訴，獲上訴庭推翻原審裁決，但後來的高院重審再次裁定謀殺罪成，隨後向上訴庭和英國樞密院司法委員會的上訴亦告失敗，他最終獲香港總督赦免死刑，改處終身監禁。歐陽炳強曾多次表示自己冤枉，令外界有聲音質疑該案單靠環境證供和科學鑑證定罪的可靠度。雖然如此，香港電台後來在1979年製作《執法者》系列電視劇集，其中一集「紙盒藏屍」除了重組案情，更邀得費雅客串演出，為觀眾進行案情重組和解釋把歐陽炳強定罪的理據。
為肯定費雅在警隊的工作表現，他曾獲頒授殖民地警察長期服務獎章，以及在1977年6月英女皇壽辰名單獲頒授殖民地警察勞績獎章（C.P.M.）。1977年10月爆發警廉衝突期間，他曾經參與在旺角花墟球場舉行、有逾5,000名主要是華籍警務人員出席的大會，對總督特派廉政專員公署大舉調查涉貪警務人員的造法表達不滿，但他在活動中沒有發言。

### 晚年生涯
費雅在警隊最後七、八年的時間都在兇案調查科工作，直到1980年4月從香港警隊退休，結束前後28年的警界生涯。退休時，他向傳媒表示警務生涯當中最遺憾的一件事，是始終未能偵破在1977年9月發生的美孚新邨謀殺案，案中23歲女死者文佩蓮從美孚新邨寓所離開時被兩名劫匪攔途截劫，反抗期間被刺死，兩名劫匪至今仍逍遙法外，令案件成為懸案。
早在1969年，費雅在西班牙南部安達盧西亞馬拉加省太陽海岸購入一間別墅供渡假和日後退休之用，因此退休後，他亦順理成章與妻子移居當地生活。1997年香港主權移交，費雅曾致函警隊營辦的《警聲》雜誌，向警隊上下人員問好。他後來也曾經重回香港與昔日同僚敘舊，當提及當年的跑馬地紙盒藏屍案時，也不禁形容歐陽炳強「確是一條硬漢」。費雅晚年患上血癌，抗病12個月後於2002年1月18日在西班牙家中逝世，終年76歲。至於被判終身監禁的歐陽炳強，亦在他逝世後的同年9月獲假釋出獄。

## 「光頭神探」
在兇案調查科任職期間，費雅主理的不少兇案都引來社會關注，經常要在傳媒面前交代案情，加上其禿頭外貌和身形魁梧的形象深入民心，因此有「光頭神探」之稱。正好當時遇上在1973年至1978年間播放的美國電視劇《高傑探案》（Kojak），劇中由泰拉·沙華斯飾演的主角高傑探長也是以「光頭」作為招牌形象深受觀眾歡迎，「高傑」遂成為費雅的另一個綽號。費雅曾向記者表示自己對沙華斯也很有好感，希望能有機會與見面互相交流。甚至於費雅在1980年退休時，獲同僚送贈紀念獎盃，上面也用中文刻上「光頭神探」四字。
據費雅自述，他原本並非禿頭，但有年夏天在戶外燒烤野餐期間，頭頂被猛烈的陽光燒傷，導致頭頂皮膚剝落，以及頭皮感染傳染病，結果變成頭頂一半光禿、一半仍有頭髮。為保持形象，他索性把餘下的頭髮都剃光，自此選擇以「光頭」示人。繼他以後，香港在1980年代亦有影星麥嘉專門扮演「光頭神探」，在《最佳拍檔》電影系列中演出。

## 個人生活
費雅早年從軍期間在奧地利維也納認識瑪嘉烈·布力治（Margaret Bridge），兩人在1947年於英國蘭開夏結婚。在香港生活期間，費雅夫人曾在1958年加入香港政府任職二級機密檔案室助理，後來分別在1964年和1968年先後升任為一級和高級機密檔案室助理。
費雅的酒量很好，尤其喜愛生力啤。任職警隊很長的一段時間，每逢周五晚上都可以在警隊總部的警官會所酒吧找到他的身影。此外，來港初年的1950年代，他曾經常光顧位於灣仔的老水牛酒吧（Yee Olde Buffalo Bar），內裡掛著一件水牛頭首壁飾，來自一頭曾殺害兩人的水牛，後由費雅射殺而得來。

## 榮譽
- 以下列出榮譽全稱及縮寫（如有）：^ 
  - 1939年至1945年大戰獎章[10]
  - 國防獎章[10]
  - 法國及德國星章[10]
  - 1939年至1945年星章[10]
  - 殖民地警察長期服務獎章[10]
  - 殖民地警察勞績獎章（C.P.M.） （1977年英女皇壽辰授勳名單[5]）

## 外部連結
- 1979年香港電台實況劇「執法者」系列單元劇－紙盒藏屍
- 山寨探案實錄：紙盒藏屍仍是懸案？